# Деревня имени Карла Либкнехта
Деревня имени Карла Либкнехта — деревня в Муслюмовском районе Татарстана. Входит в состав Старокарамалинского сельского поселения.

## География
Находится в восточной части Татарстана на расстоянии приблизительно 19 км на восток-юго-восток по прямой от районного центра села Муслюмово.

## История
Основана в 1930-х годах.

## Население
Постоянных жителей было: в 1938 году — 245, в 1949—204, в 1958—111, в 1970—104, в 1979 — 66, в 1989 — 16, 12 в 2002 году (татары 100 %), 9 в 2010.